# En vivo Microestadio Malvinas - 29/12/12
En vivo Microestadio Malvinas - 29/12/12 es un álbum en vivo, compuesto de un DVD más un CD de la banda de heavy metal argentina Almafuerte, editado en 2013.
Este trabajo fue registrado el 29 de diciembre de 2012 en el Microestadio Malvinas Argentinas en la ciudad de Buenos Aires. En este recital se hizo la presentación oficial del más reciente álbum de la agrupación Trillando la fina de 2012. 
El DVD/CD era entregado como obsequio con la entrada anticipada para el recital del 28 de septiembre de 2013 en el mismo microestadio. 
El concierto se realizó ante casi 9.000 personas.

## Lista de canciones (DVD-CD)
1. La máquina de picar carne
2. Con rumbo al abra
3. Muere monstruo muere
4. Sentir indiano
5. El visitante
6. Encuentro
7. Presa fácil
8. Pal recuerdo
9. Caballo negro
10. Mi credo
11. Allá En Tilcara
12. Pa Pelusa
13. Trillando la fina
14. Si me ves volver
15. Ciudad de Rosario
16. Toro y pampa
17. Almafuerte

## Músicos
- Ricardo Iorio - Voz
- Claudio Marciello - Guitarra
- Beto Ceriotti - Bajo
- Adrián "Bin" Valencia - Batería